# Cứ chill thôi
"Cứ chill thôi" là bài hát của ban nhạc Việt Nam Chillies kết hợp với nữ ca sĩ Suni Hạ Linh và nam rapper Rhymastic. Đây là bài hát funky đầu tiên của Chillies. Video ca nhạc của bài hát này đã được đề cử cho hạng mục video ca nhạc của năm tại Giải Âm nhạc Cống hiến năm 2021.

## Nội dung
"Cứ chill thôi" có giai điệu và lời nhạc vui tươi, lạc quan. Theo báo Tiền phong, thông điệp của bài hát này là "Hãy dành chút thời gian cho bản thân, vui vẻ và nạp lại năng lượng, để sẵn sàng đối mặt với bao sóng gió phía trước. Bởi lẽ cuộc đời này không phải lúc nào cũng màu hồng, khó khăn là điều không tránh khỏi."

## Đón nhận
Ca khúc đã đạt vị trí thứ 10 trong danh sách Trending YouTube tại Việt Nam với 10 triệu lượt xem sau 10 ngày ra mắt, sau đó đạt 55 triệu lượt xem trên YouTube vào tháng 4 năm 2021, và đạt 110 triệu lượt xem vào tháng 5 năm 2024. Trên bảng xếp hạng hàng tuần của Spotify, bài hát đứng thứ 5 ở Việt Nam trong 3 tuần, và trong vào top 50 trong hơn 1 năm. Trên bảng xếp hạng hàng tuần của Billboard Vietnam Hot 100 (ra mắt vào đầu năm 2022), "Cứ chill thôi" đạt thứ hạng cao nhất là 25 vào tháng 6 năm 2022, gần 2 năm sau khi bài hát ra mắt. Tại Trung Quốc, ca khúc đã được sử dụng trong hơn 6.1 triệu clip trên Douyin. Đoạn điệp khúc "da-da-da-da" là phần bài hát được yêu thích.
Suni Hạ Linh và Chillies đã trình diễn "Cứ chill thôi" trong chương trình Sóng 21, phát sóng vào đêm giao thừa Tết Tân Sửu 2021 trên HTV2.

## Các phiên bản khác
Ít ngày sau khi bài gốc ra mắt, Hương Ly và Lyly đã hát lại bài hát này. Giữa tháng 4 năm 2021, bản phối lại ca khúc "Cứ chill thôi" của DJ TuSo và Lea được phát hành, bản phối này đã xuất hiện trong 'Top 200 các ca khúc phổ biến trên Shazam' tại 20 thành phố ở Nga, Venezuela, Peru và Kazakhstan.  Tháng 11 năm 2021, rapper Nguyễn Ngọc Hưng đã rap bài "Sẽ ổn thôi" dựa trên bài hát "Cứ chill thôi" trong chương trình Rap Việt mùa 2. Tháng 3 năm 2022, nhóm Cravity đã có video thể hiện 8 bài hát từ 8 quốc gia, trong đó có "Cứ chill thôi". Tại chương trình "Xuân vãn 2024" trên Hồ Nam TV, Chi Pu đã biểu diễn phiên bản tiếng Trung Quốc của ca khúc "Cứ chill thôi" cùng diễn viên Trương Đống Lương. Trong tập 1 chương trình Đạp gió 2024, Suni Hạ Linh trình diễn ca khúc “Cứ chill thôi” bằng tiếng Việt và tiếng Trung.

## Bảng xếp hạng

### Xếp hạng tuần
Lưu ý: Các bảng xếp hạng của Billboard Vietnam ra mắt ngày 14 tháng 1 năm 2022.
| Bảng xếp hạng                                           | Vị trí cao nhất |
| ------------------------------------------------------- | --------------- |
| Việt Nam (Billboard Vietnam Hot 100)                    | 25              |
| Việt Nam (Top bài hát tiếng Việt của Billboard Vietnam) | 18              |

### Xếp hạng năm
| Bảng xếp hạng (2022)                 | Vị trí |
| ------------------------------------ | ------ |
| Việt Nam (Billboard Vietnam Hot 100) | 35     |

## Đề cử
| Năm  | Giải thưởng            | Hạng mục              | Kết quả | Tham khảo |
| ---- | ---------------------- | --------------------- | ------- | --------- |
| 2021 | Giải Âm nhạc Cống hiến | Video ca nhạc của năm | Đề cử   | [ 26 ]    |